# Oana Ban
Oana Ban (n. 11 ianuarie 1986, Cluj-Napoca, România) este o gimnastă română de valoare mondială, laureată cu aur olimpic la Atena 2004.

## Biografie
Oana Mihaela Ban este o gimnastă artistică retrasă din activitate. Ea a fost medaliată cu aur olimpic împreună cu echipa și medaliată cu argint mondial la bârnă. Aparatele favorite ale gimnastei au fost solul și bârna.
Oana Ban a început să se antreneze pentru gimnastică în orașul său natal, la clubul „Viitorul”, cu antrenorii Rodica Câmpean și Ciupe Anton. Ban a crescut ca importanță, ajungând una dintre gimnastele junioare de talie mondială. Ea a concurat la primul ei campionat în România în 1998 și a câștigat proba la sol. În anul următor, ea a fost invitată să se alăture echipei naționale a României și a început să lucreze cu antrenorii Octavian Belu și Mariana Bitang la lotul olimpic din Deva. În perioada următoare câștigă primul loc la turneul Gym top în Belgia, în 1999 și o medalie de bronz în 2001 la Zilele Tineretului Olimpic European.
Cariera de senioară
Fiind născută în ianuarie, Ban nu a îndeplinit standardele de eligibilitate pentru Campionatele Mondiale din 2001 la diferență de doar unsprezece zile față de vârsta minimă. Oana a fost forțată să aștepte până în 2002 pentru a debuta pe plan internațional la senioare. La Campionatele Mondiale de la Debrecen din 2002 Ban a câștigat o medalie de argint la bârnă, și s-a plasat pe locul al patrulea în finala de la sol. Ban a contribuit la câștigarea medaliei de argint a echipei României în 2003 la Campionatele Mondiale. În acel an ea a concurat cu succes la mai multe concursuri internaționale. 
Atena 2004
Punctul culminant din cariera Oanei a venit în anul 2004 prin Jocurile Olimpice de vară de la Atena, unde, împreună cu colegele de echipă Monica Roșu, Alexandra Eremia, Cătălina Ponor, Daniela Sofronie și Silvia Stroescu, a câștigat medalia de aur în concursul pe echipe. Ban a contribuit în mare măsură la victoria românească, la paralele, bârnă și sol din finala pe echipe. Individual, ea s-a calificat atât pentru individual compus cât și în finala pe aparate la sol. Din pacate, un eveniment nefericit, o accidentare, a forțat-o să rămână în afara ambelor concursuri și așa s-a încheiat experiența ei la Jocurile Olimpice. 
Oana Ban s-a retras din gimnastică după Jocurile Olimpice și este în prezent antrenoare de gimnastică în orașul ei natal, Cluj-Napoca.
S-a căsătorit în 20 martie 2010, schimbându-și numele în Oana Ban-Grigore.